# 나메가와정
나메가와정(일본어: 滑川町 나메가와마치[*])은 일본 사이타마현 중부에 있는 히키군의 정이다.

## 지리
가와고에시나 도코로자와시를 중심으로 한 사이타마현 서부 지역에 속하고 정의 대부분은 히키 구릉의 북부를 차지하지만 남단은 히가시마쓰야마 대지를 스친다. 정의 거의 중앙을 동서로 나메강이 흐르고 동부에는 무사시 구릉 삼림공원이 펼쳐져 있다.
최근에 도부 도조선의 삼림공원역, 쓰키노와역 주변 등 정 남부는 도쿄의 베드타운으로 도시화가 진행되고 있고 주택 개발에 의해서 인구의 증가가 두드러지고 출생률은 현내 1위, 인구 증가율은 전국의 정촌 중 3위이다.
한편 정 북부는 공공 교통편이 나쁘기도 해서 자연이 남아 있다.

## 역사
- 1954년 11월 3일 - 히키군 후쿠다촌, 미야마에촌이 합병해 나메가와촌이 되었다.
- 1984년 11월 3일 - 정으로 승격해 나메가와정이 되었다.

## 인구
| 연도 | 인구   | ±%     |
| ---- | ------ | ------ |
| 1920 | 6,545  | —      |
| 1930 | 6,924  | +5.8%  |
| 1940 | 7,130  | +3.0%  |
| 1950 | 8,418  | +18.1% |
| 1960 | 7,785  | −7.5%  |
| 1970 | 7,505  | −3.6%  |
| 1980 | 9,295  | +23.9% |
| 1990 | 11,566 | +24.4% |
| 2000 | 12,836 | +11.0% |
| 2010 | 17,325 | +35.0% |

## 교통

### 철도
- 도부 철도 도조 본선

### 도로
- 국도 254호선(일본어판)